# World Soccer
World Soccer nogometni je časopis kojeg izdaje IPC Media. Specijaliziran je za međunarodnu nogometnu scenu. World Soccer član je ESM-a, grupe sličnih časopisa koju još čine A Bola, Don Balón, Kicker, La Gazzetta dello Sport i Sport Express. Članovi ove grupe izabiru europsku "Momčad mjeseca" i europsku "Momčad godine".
World Soccer od 1982. dodjeljuje nagrade "Igrač godine", "Menadžer godine" i "Momčad godine". Godine 2005. uvedene su nagrade "Mladi igrač godine" i "Sudac godine". U izdanju od prosinca 1999. čitatelji World Soccera izabrali su 100 najvećih nogometaša 20. stoljeća.

## Dobitnici nagrada
| - 2024. – Rodri, Manchester City - 2023. – Erling Haaland, Manchester City - 2022. – Lionel Messi, Paris Saint Germain - 2021. – Robert Lewandowski, Bayern München - 2020. – Robert Lewandowski, Bayern München - 2019. – Lionel Messi, Barcelona - 2018. – Luka Modrić, Real Madrid - 2017. – Cristiano Ronaldo, Real Madrid - 2016. – Cristiano Ronaldo, Real Madrid - 2015. – Lionel Messi, Barcelona - 2014. – Cristiano Ronaldo, Real Madrid - 2013. – Cristiano Ronaldo, Real Madrid - 2012. – Lionel Messi, Barcelona (47 %) - 2011. – Lionel Messi, Barcelona (60 %) - 2010. – Xavi, Barcelona (25 %) - 2009. – Lionel Messi, Barcelona (43 %) - 2008. – Cristiano Ronaldo, Manchester United (48 %) - 2007. – Kaká, Milan (52 %) - 2006. – Fabio Cannavaro, Juventus & Real Madrid (40 %) - 2005. – Ronaldinho, Barcelona (39 %) - 2004. – Ronaldinho, Barcelona (29 %) - 2003. – Pavel Nedvěd, Juventus (36 %) - 2002. – Ronaldo, Internazionale & Real Madrid (26 %) - 2001. – Michael Owen, Liverpool (31 %) - 2000. – Luís Figo, Barcelona & Real Madrid (26 %) - 1999. – Rivaldo, Barcelona (42 %) - 1998. – Zinédine Zidane, Juventus (23 %) - 1997. – Ronaldo, Barcelona & Internazionale (27 %) - 1996. – Ronaldo, Barcelona (17 %) - 1995. – Gianluca Vialli, Juventus (18 %) - 1994. – Paolo Maldini, Milan (27 %) - 1993. – Roberto Baggio, Juventus (14 %) - 1992. – Marco van Basten, Milan (19 %) - 1991. – Jean-Pierre Papin, Marseille (25 %) - 1990. – Lothar Matthäus, Internazionale (22 %) - 1989. – Ruud Gullit, Milan (24 %) - 1988. – Marco van Basten, Milan (43 %) - 1987. – Ruud Gullit, Milan (39 %) - 1986. – Diego Maradona, Napoli (36 %) - 1985. – Michel Platini, Juventus (21 %) - 1984. – Michel Platini, Juventus (54 %) - 1983. – Zico, Udinese (28 %) - 1982. – Paolo Rossi, Juventus (23 %) | - 2024. – Carlo Ancelotti, Real Madrid - 2023. – Pep Guardiola, Manchester City - 2022. – Lionel Scaloni, Argentina - 2021. – Roberto Mancini, Italija - 2020. – Hansi Flick, Bayern München - 2019. – Jürgen Klopp, Liverpool - 2018. – Didier Deschamps, Francuska - 2017. – Zinedine Zidane, Real Madrid - 2016. – Claudio Raineri, Leicester City - 2015. – Luis Enrique, Barcelona - 2014. – Joachim Löw, Njemačka - 2013. – Jupp Heynckes, Bayern München - 2012. – Vicente del Bosque, Španjolska (28 %) - 2011. – Pep Guardiola, Barcelona (33 %) - 2010. – José Mourinho, Inter & Real Madrid (48 %) - 2009. – Pep Guardiola, Barcelona (62 %) - 2008. – Alex Ferguson, Manchester United (38 %) - 2007. – Alex Ferguson, Manchester United (56 %) - 2006. – Marcello Lippi, Italija (36 %) - 2005. – José Mourinho, Chelsea (34 %) - 2004. – José Mourinho, Porto & Chelsea (36 %) - 2003. – Carlo Ancelotti, Milan (20 %) - 2002. – Guus Hiddink, Južna Koreja & PSV (28 %) - 2001. – Gérard Houllier, Liverpool (28 %) - 2000. – Dino Zoff, Italija (18 %) - 1999. – Alex Ferguson, Manchester United (60 %) - 1998. – Arsène Wenger, Arsenal (28 %) - 1997. – Ottmar Hitzfeld, Borussia Dortmund (17 %) - 1996. – Berti Vogts, Njemačka (28 %) - 1995. – Louis van Gaal, Ajax (42 %) - 1994. – Carlos Alberto Parreira, Brazil (17 %) - 1993. – Alex Ferguson, Manchester United (21 %) - 1992. – Richard Møller-Nielsen, Danska (28 %) - 1991. – Michel Platini, Francuska (42 %) - 1990. – Franz Beckenbauer, Zapadna Njemačka & Marseille (53 %) - 1989. – Arrigo Sacchi, Milan (42 %) - 1988. – Rinus Michels, Nizozemska & Bayer Leverkusen (48 %) - 1987. – Johan Cruijff, Ajax (25 %) - 1986. – Guy Thys, Belgija (15 %) - 1985. – Terry Venables, Barcelona (30 %) - 1984. – Michel Hidalgo, Francuska (30 %) - 1983. – Sepp Piontek, Danska (29 %) - 1982. – Enzo Bearzot, Italija (49 %) |

### Mladi igrač godine (nakon 2011. nije birano)
- 2011. –  Neymar, Santos & Brazil (29 %)
- 2010. –  Thomas Müller, Bayern & Njemačka (45 %)
- 2009. –  Sergio Agüero, Atlético Madrid & Argentina (45,1 %)
- 2008. –  Lionel Messi, Barcelona & Argentina (44 %)
- 2007. –  Lionel Messi, Barcelona (34 %)
- 2006. –  Lionel Messi, Barcelona (36 %)
- 2005. –  Robinho, Santos (30 %)

### Sudac godine (nakon 2006. nije birano)
- 2006. –  Horacio Elizondo (39 %)
- 2005. –  Pierluigi Collina (31 %)

### Svjetska momčad godine
- 2024. –  Španjolska
- 2023. –  Manchester City
- 2022. –  Argentina
- 2021. –  Italija
- 2020. –  Bayern München
- 2019. –  Liverpool
- 2018. –  Francuska
- 2017. –  Real Madrid
- 2016. –  Leicester City
- 2015. –  Barcelona
- 2014. –  Njemačka
- 2013. –  Bayern München
- 2012. –  Španjolska (47 %)
- 2011. –  Barcelona (44 %)[1]
- 2010. –  Španjolska (63 %)
- 2009. –  Barcelona (75,9 %)[2]
- 2008. –  Španjolska (41 %)[3]
- 2007. –  Irak (22 %)[4]
- 2006. –  Barcelona (42 %)
- 2005. –  Liverpool (27 %)
- 2004. –  Grčka (25 %)
- 2003. –  Milan (23 %)
- 2002. –  Brazil (24 %)
- 2001. –  Liverpool (26 %)
- 2000. –  Francuska (33 %)
- 1999. –  Manchester United (61 %)
- 1998. –  Francuska (35 %)
- 1997. –  Borussia Dortmund (20 %)
- 1996. –  Nigerija (31 %)
- 1995. –  Ajax (50 %)
- 1994. –  Milan (33 %)
- 1993. –  Parma (24 %)
- 1992. –  Danska (37 %)
- 1991. –  Francuska (20 %)
- 1990. –  Njemačka (28 %)
- 1989. –  Milan (51 %)
- 1988. –  Nizozemska (43 %)
- 1987. –  Porto (38 %)
- 1986. –  Argentina (15 %)
- 1985. –  Everton (42 %)
- 1984. –  Francuska (45 %)
- 1983. –  Hamburg (29 %)
- 1982. –  Brazil (30 %)

## 100 najvećih igrača 20. stoljeća
(Objavljeno u prosincu 1999.)
| #    | Igrač                   |
| ---- | ----------------------- |
| 1.   | Pelé                    |
| 2.   | Diego Maradona          |
| 3.   | Johan Cruijff           |
| 4.   | Franz Beckenbauer       |
| 5.   | Michel Platini          |
| 6.   | Alfredo di Stéfano      |
| 7.   | Ferenc Puskás           |
| 8.   | George Best             |
| 9.   | Marco van Basten        |
| 10.  | Eusébio                 |
| 11.  | Lav Jašin               |
| 12.  | Bobby Charlton          |
| 13.  | Ronaldo                 |
| 14.  | Bobby Moore             |
| 15.  | Gerd Müller             |
| 16.  | Roberto Baggio          |
| 17.  | Stanley Matthews        |
| 18.  | Zico                    |
| 19.  | Franco Baresi           |
| 20.  | Garrincha               |
| 21.  | Paolo Maldini           |
| 22.  | Kenny Dalglish          |
| 23.  | Gabriel Batistuta       |
| 24.  | Éric Cantona            |
| 25.  | Gheorghe Hagi           |
| 26.  | Romário                 |
| 27.  | Jairzinho               |
| 28.  | Zinédine Zidane         |
| 29.  | Ruud Gullit             |
| 30.  | John Charles            |
| 31.  | Lothar Matthäus         |
| 32.  | Gordon Banks            |
| 33.  | Jürgen Klinsmann        |
| 34.  | Dennis Bergkamp         |
| 35.  | Karl-Heinz Rummenigge   |
| 36.  | Gary Lineker            |
| 37.  | Giuseppe Meazza         |
| 38.  | Rivelino                |
| 39.  | Didi                    |
| 40.  | Ian Rush                |
| 41.  | Peter Schmeichel        |
| 42.  | Paolo Rossi             |
| 43.  | George Weah             |
| 44.  | Michael Owen            |
| 45.  | Just Fontaine           |
| 46.  | Duncan Edwards          |
| 47.  | Dino Zoff               |
| 48.  | Hristo Stoičkov         |
| 49.  | David Beckham           |
| 50.  | Tom Finney              |
| 51.  | Rivaldo                 |
| 52.  | Claudio Caniggia        |
| 53.  | Tostão                  |
| 54.  | Frank Rijkaard          |
| 55.  | José Luis Chilavert     |
| 56.  | Kevin Keegan            |
| 57.  | Paul Gascoigne          |
| 58.  | Roger Milla             |
| 59.  | Michael Laudrup         |
| 60.  | Andrij Ševčenko         |
| 61.  | David Ginola            |
| 62.  | Glenn Hoddle            |
| 63.  | Sócrates                |
| 64.  | Roberto Carlos          |
| 65.  | Alan Shearer            |
| 66.  | Daniel Passarella       |
| 67.  | Davor Šuker             |
| 68.  | Dixie Dean              |
| 69.  | Sándor Kocsis           |
| 70.  | Juan Alberto Schiaffino |
| 71.  | Christian Vieri         |
| 72.  | Mario Kempes            |
| 73.  | Johan Neeskens          |
| 74.  | Luigi Riva              |
| 75.  | José Nasazzi            |
| 76.  | Günter Netzer           |
| 77.  | Alessandro Del Piero    |
| 78.  | Carlos Valderrama       |
| 79.  | Ricardo Zamora          |
| 80.  | Enzo Francescoli        |
| 81.  | Edgar Davids            |
| 82.  | Francisco Gento         |
| 83.  | Jim Baxter              |
| 84.  | Falcão                  |
| 85.  | Ryan Giggs              |
| 86.  | Sepp Maier              |
| 87.  | Zbigniew Boniek         |
| 88.  | Pat Jennings            |
| 89.  | György Sárosi           |
| 90.  | Giacinto Facchetti      |
| 91.  | Alan Hansen             |
| 92.  | Raymond Kopa            |
| 93.  | Bryan Robson            |
| 94.  | Matthias Sammer         |
| 95.  | Ladislao Kubala         |
| 96.  | Neville Southall        |
| 97.  | Gérson                  |
| 98.  | Paulo Futre             |
| 99.  | Preben Elkjær           |
| 100. | Bebeto                  |

## Vanjske poveznice
- Službena stranica